# Polyclinum festum
Polyclinum festum is een zakpijpensoort uit de familie van de Polyclinidae. De wetenschappelijke naam van de soort is voor het eerst geldig gepubliceerd in 1905 door Hartmeyer.